# Ishtar Terra
Ishtar Terra is een van de drie continentale regio's op de planeet Venus, de andere zijn Aphrodite Terra en Lada Terra.
Dit hooglandgebied is genoemd naar de Akkadische godin Ishtar, bevindt zich in het noorden van de planeet en vormt een gedeeltelijke boog rond de noordpool. Ishtar Terra is ongeveer zo groot als Australië en wordt beheerst door grote bergketens waaronder Maxwell Montes, de hoogste bergen op Venus. Deze ruige berggordels domineren centraal Ishtar Terra en stijgen tot een hoogte van 11 kilometer. Ze lijken op de berggordels op de Venusiaanse vlaktes, in die zin dat ze bestaan uit licht kronkelige valleien en richels, maar ze zijn veel hoger. Deze valleien en richels worden door de meeste geologen geïnterpreteerd als compressieplooien, richels en dalen, wat wijst op zijwaartse beweging in de lithosfeer van Venus. Op het bergachtige terrein van Maxwell Montes is een grote 100 kilometer brede inslagkrater te zien, Cleopatra Patera, waarvan de ejecta niet duidelijk zijn. De vallei en de bergruggen lopen uit in lagere gebieden met een extreem complexe verstoring, zogenaamde tesserae (Grieks voor tegels vanwege de gelijkenis van de textuur van deze oppervlakken met een tegelvloer). Ten westen van Maxwell Montes ligt Lakshmi Planum, een enorm, relatief glad plateau. Aan alle kanten omzoomd door ruige lineaire berggordels, rijst Lakshmi Planum abrupt 3 tot 4 kilometer boven  de vlaktes uit. Lakshmi Planum is opmerkelijk glad en vlak, maar wordt onderbroken door twee vulkanische caldeira's. Deze caldeira's kunnen de bron zijn van de vulkanische materialen die het oppervlak van het plateau vormen. Kleine vulkanen zijn veel zeldzamer op Ishtar Terra dan op de omliggende hooglanden.

## Fotogalerij

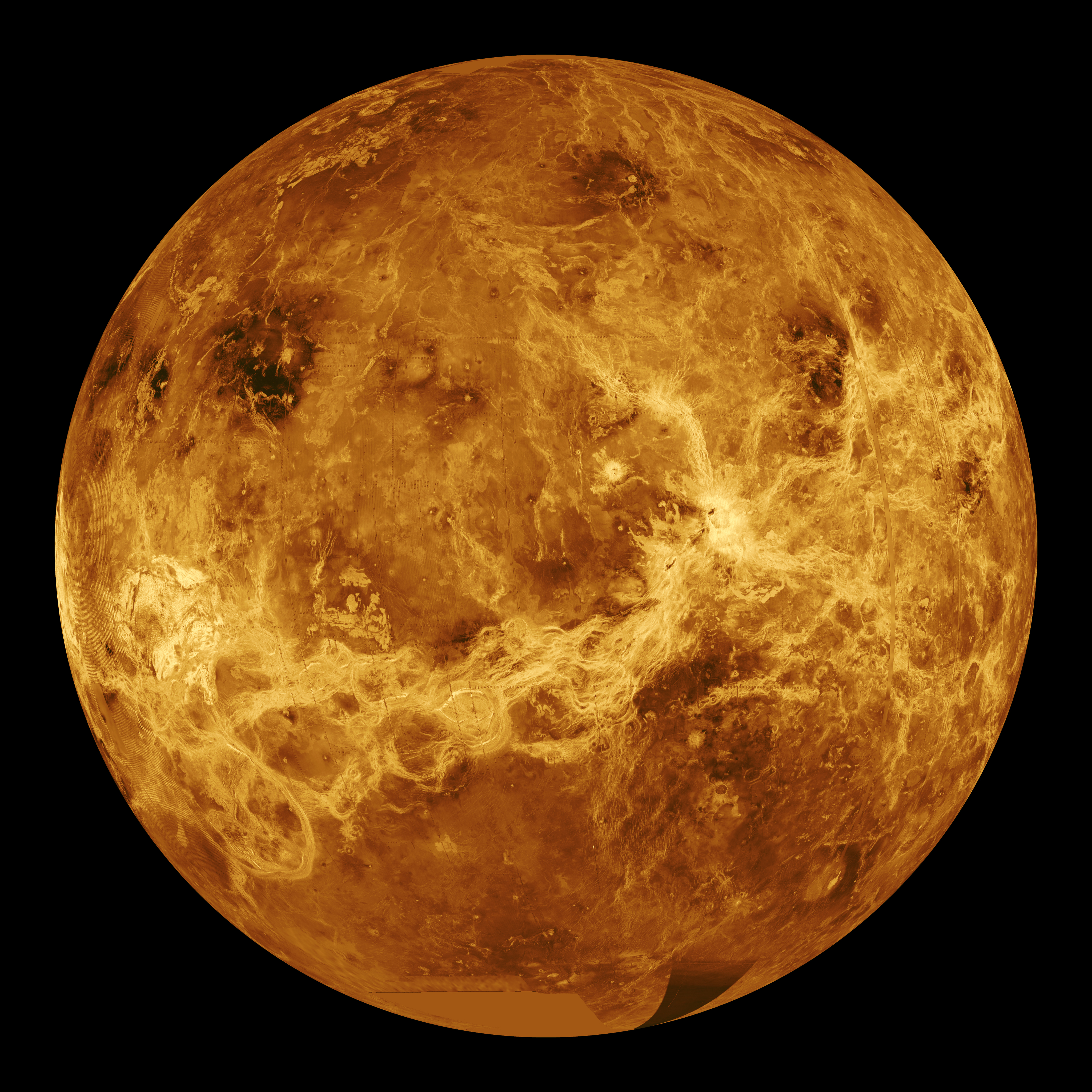
Radarbeeld van het oppervlak van Venus.
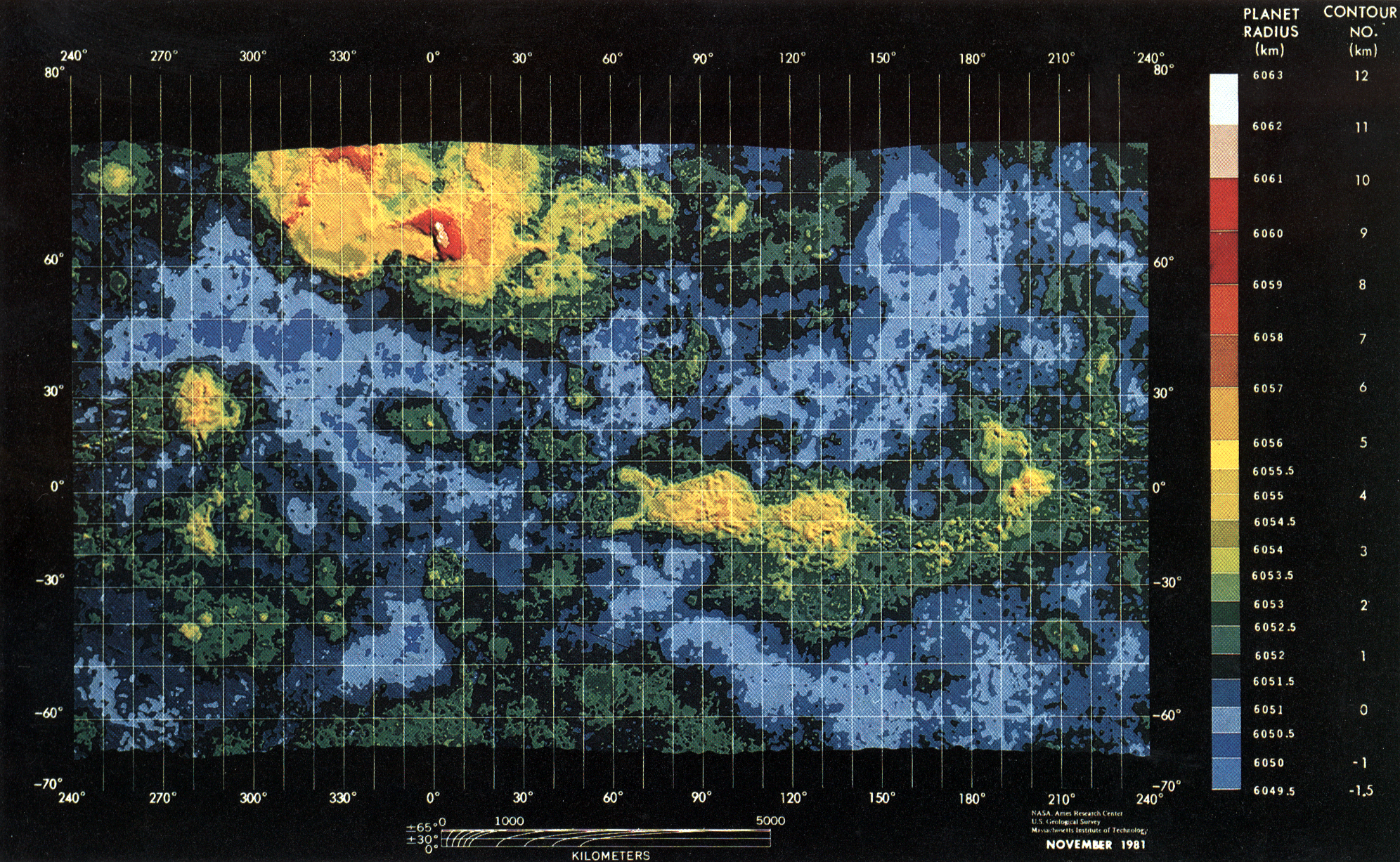
Kleurgecodeerde hoogtekaart, met de verhoogde "continenten" in het geel: Ishtar Terra bevindt zich bovenaan op de noordpool. Radarbeelden van de Pioneer Venus Orbiter.